# Пономарьов Олександр Іванович
Олекса́ндр Іва́нович Пономарьо́в — старший сержант Збройних сил України, десантник, учасник російсько-української війни.

## Життєвий шлях
У липні 2014 року в бою під містом Лиман був поранений, однак не припиняв вогонь, чим забезпечив розгортання основних підрозділів. Снайперська куля пройшла через бік, не захищений бронежилетом, пробила ребра й легеню, пошкодила хребет і вийшла з другого боку. Бувши важко пораненим, паралізованим, Олександр і далі відстрілювався. Вертольотом його евакуювали до Харкова, звідти до Київського військового госпіталю.
Вже в госпіталі — під крапельницею — одружився зі своєю коханою — Оленою. На його лікування в Ізраїлі люди збирали кошти.
У мирний час проживає в місті Кропивницький.

## Нагороди
2 серпня 2014 року — за особисту мужність і героїзм, виявлені у захисті державного суверенітету та територіальної цілісності України, вірність військовій присязі під час російсько-української війни, відзначений — нагороджений орденом «За мужність» III ступеня.